# Inga Lövgren
Inga Judit Carina Lövgren, född 11 mars 1888 i Stockholm, död där 9 januari 1972, var en svensk mönsterritare och målare.
Hon var dotter till grosshandlaren A Tiedemand och Anna Lövgren. Hon utexaminerades som mönsterritare vid Tekniska skolan 1908 och fortsatte därefter sina studier vid Högre konstindustriella skolan och i Danmark. Hon tilldelades ett stipendium från Cræmers stipendiefond. Lövgren har förutom illustrationer formgivit bokomslag, exlibris, förpackningar, reklamplakat och annonser. Som konstnär målade hon motiv från Stockholm och dess omgivningar i olja eller akvarell.  